# Venus och Amor
Venus och Amor är en målning av den tyske konstnären Hans Holbein den yngre från omkring 1526, som nu tillhör Öffentliche Kunstsamlung i Basel.

Venus och Cupido av Frans Floris, 1500-tal.

## Utformning
Målningen föreställer den romerska gudinnan Venus och hennes son Amor. De avbildas framför ett stort grön förhänge och bakom en låg parapet. Venus avbildas med en öppen gest och uppriktig blick.
Amor ses klättra upp på parapeten medan han håller sin pilbåge i sin vänstra hand. Han har orange-rött hår i samma färgton som ärmarna på moderns klänning.

## Produktion och relaterat
Venus och Amor målades efter Holbeins återkomst till Basel efter en kort vistelse i Frankrike. Där hade han tillgång till Frans I:s samlingar och det är troligt att verket är inspirerat av italienska målare. Dessa influenser märks inte minst i Venus gest som mycket liknar Jesus gest i Leonardo da Vincis målning Nattvarden, och hennes ovala, idealiserade ansikte som påminner mycket om Leonardos avbilningar av jungfru Maria.
Leonardoinspirerade porträttmålningar var mycket populära i norra Europa på 1520-talet, och det anses att flera av Holbeins målningar från denna tid var direkt riktade till förmögna mecenater. Konsthistorikerna Oskar Bätschmann och Pascal Griener har påpekat att, precis som i konstnärens liknande målning Lais av Corinth, Venus hand är ”utsträckt mot betraktaren och den blivande samlaren”. Modellen till Venus är densamma som Holbein använde till sin Darmstadt Madonna och Laïs av Korinth och har identifierats som Magdalena Offenburg, som möjligen var konstnärens älskarinna.